# Shakers

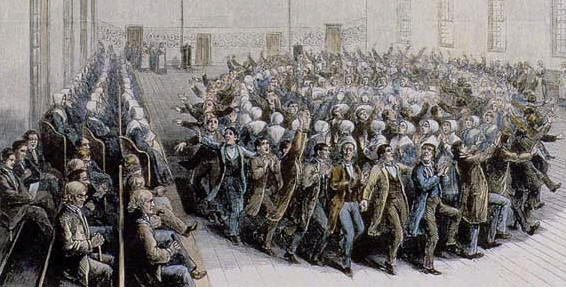
Shakers che ballano e pregano. Incisione del 1840 circa

Gli Shakers, conosciuti anche con il nome di Società Unita dei Credenti nella Seconda Apparizione del Cristo, sono i membri di un ramo del calvinismo puritano dei quaccheri nato nel primo Settecento.

## Origini
Gli Shakers hanno le loro origini nella proclamazione in Francia della profezia dei Camisardi delle Cévennes che furono duramente perseguitati dopo che re Luigi XIV di Francia ebbe revocato l'editto di Nantes nel 1685. La Rivolta dei Camisardi fu un'insurrezione con caratteristiche di guerriglia che durò dal 1702 al 1705 (con qualche rigurgito di ribellione proseguito fino al 1709), e che fu condotta da gruppi di Shakers e di ugonotti protestanti della zona montuosa delle Cévennes contro Luigi XIV, che li perseguitava. Alcuni protestanti poi svilupparono visioni millenariste del tempo futuro, pensando che la fine del mondo fosse vicina. Come molti ugonotti, essi erano obbligati a lasciare la Francia se non abiuravano la loro fede, giudicata eretica, e accettavano prontamente la conversione forzata al cattolicesimo.
I "profeti di Cévennes" furono così esiliati in massa in Inghilterra, specialmente a Londra, dove furono inizialmente accolti favorevolmente tra i protestanti inglesi a motivo della loro persecuzione, per puro spirito di solidarietà. Questo continuò fino a quando gli inglesi scoprirono il carattere ribelle degli Shakers verso qualsiasi tipo di autorità e anche nei confronti della medesima Inghilterra, che pure li aveva accolti favorevolmente; nella medesima Inghilterra, così come era avvenuto in Francia, si riaprì prontamente una stagione di dure persecuzioni, di arresti e anche di condanne sotto tortura.
Il primo profeta degli Shakers, Elia Marion, era originario proprio di Cévennes, mentre la loro profetessa Madre Ann Lee, che divenne in seguito la figura principale e profetica degli Shakers in quanto si riteneva essere una "incarnazione di Cristo in abiti femminili", nacque il 29 febbraio 1736 a Manchester, in Inghilterra, e morì l'8 settembre 1784 all'età di quarantotto anni a Watervliet, nella Contea di Albany, New York.
Ma ben presto l'ascetismo radicale degli Shakers, ancora più estremo rispetto al puritanesimo inglese, divenne molto sospetto agli occhi delle autorità inglesi. Come molti gruppi protestanti del tempo, anche i "profeti" di Cévennes fecero sorgere forti preoccupazioni per il loro mettere in discussione e minacciare fortemente l'ordine costituito. Ma i "profeti" di Cévennes, così come alcuni loro colleghi inglesi, nonostante tutto decisero di continuare a proclamare pubblicamente le loro profezie, in modo molto forte ed espressivo. Poi si guadagnarono il loro pseudonimo di Agitatori; da qui deriva il soprannome affibbiatogli, quello di Shakers in inglese, perché nelle loro riunioni, quando essi ritenevano stesse scendendo lo Spirito, avevano alcune manifestazioni esteriori, fisiche (fremiti estatici), tra cui il tremore.

## America, nuova terra promessa

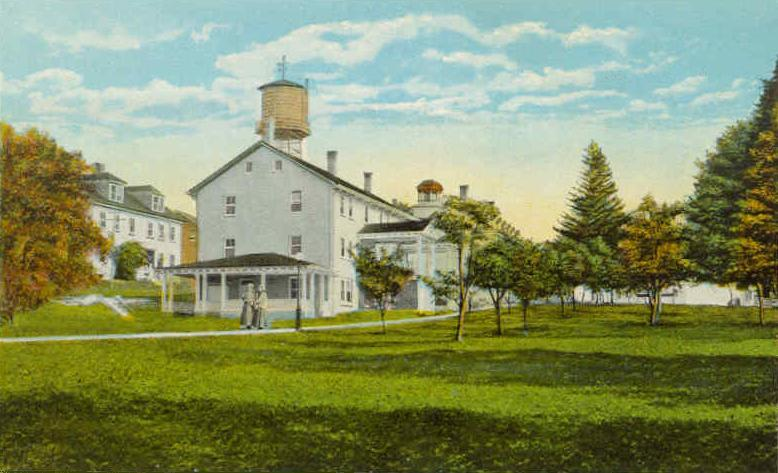
Il villaggio shaker di Canterbury ritratto in una cartolina del 1920

Nel 1774, duramente perseguitati dalle autorità britanniche, i "profeti" di Cévennes, insieme a una lunga serie di colleghi inglesi conquistati dal loro messaggio e dalle loro profezie, lasciarono prontamente l'Inghilterra per poter raggiungere il New England, negli Stati Uniti. Dopo molti puritani inglesi e di altri gruppi perseguitati per le loro opinioni religiose, giunsero così nella colonia britannica degli Stati Uniti con l'obiettivo dichiarato di edificare una nuova Terra Promessa che consentisse loro di vivere la propria fede nella sua interezza. Così si stabilirono in comunità rurali e villaggi. I loro stili di vita erano e sono costituiti essenzialmente da un celibato molto austero, un loro specifico stile di vita che è obbligatorio e la assoluta proibizione della proprietà privata che è vietata sul modello di un ideale comunista cristiano spirituale.

## Diffusione
Nonostante gli Shakers conducano una vita ritenuta dalla stragrande maggioranza del mondo impossibile da praticare soprattutto per via del celibato universale obbligatorio, della loro scelta di vita eremitica e della loro forte austerità, il movimento conobbe e visse un successo abbastanza rapido. Il culmine degli Shakers giunse soprattutto nella metà del XIX secolo, quando avevano circa venticinque villaggi rurali e 4 000 soci.
Ma, con il passare degli anni, incominciò pure a delinearsi il declino di uno stile di vita decisamente controcorrente rispetto a quello medio degli stessi statunitensi, tanto che oggi ci sono solo tre villaggi rurali degli Shakers rimasti ancora attivi negli Stati Uniti. Gli Shakers attuali sono comunque sopravvissuti al costante e progressivo declino causato anche dalla loro impossibilità di avere una vera e propria famiglia a livello personale e individuale, soprattutto con prole, per via della loro scelta celibataria, e per una vita vissuta solo all'interno di una più ampia famiglia comunitaria ed eremitica.
Tuttavia, essi sono rimasti attivi e operanti soprattutto nel loro villaggio rurale di Sabbathday Lake, nel Maine, accogliendo i visitatori e i sostenitori durante le loro riunioni di ogni domenica mattina (villaggio sempre aperto ad eventuali nuovi convertiti pronti ad accogliere il loro messaggio e il loro stile di vita decisamente inusuale e controcorrente). Una delle ultime Shaker, Bertha Lindsay, morì nel villaggio americano di Canterbury, nel New Hampshire, il 3 ottobre 1990 e questo gruppo religioso si è qui ufficialmente estinto, secondo Massimo Introvigne e la rivista La Civiltà Cattolica.

## Curiosità
Le origini dello spiritismo moderno della Chiesa Spiritista sono spesso fatte coincidere con i fatti di Hydesville, New York, che videro come protagoniste le sorelle Fox nel 1848. Tuttavia alcuni credenti vedono l'inizio non ufficiale del movimento nel gruppo quacchero degli Shakers, formatosi nel '700 perché una coppia di Shakers aveva rapporti di amicizia di lunga data con le stesse sorelle Fox.

## Shakers e design
Credenze particolari del puritanesimo degli Shakers hanno sviluppato anche un proprio stile a tema puritano non solo nell'abbigliamento ma anche nell'arredamento, in questo ultimo caso spogliato di qualsiasi tipo di aggiunte decorative. A lungo considerati puramente utilitaristi, i mobili degli Shakers negli ultimi anni hanno attirato l'attenzione di molti designer negli Stati Uniti che vi vedono un'anteprima del minimalismo attuale. Negli Stati Uniti, gli Shakers sono principalmente conosciuti per questo motivo, molto più che per le loro opinioni religiose, e i loro mobili d'epoca sono venduti a prezzi molto elevati e ricercati soprattutto da esperti del mondo del design e dell'antiquariato.